# Charles Humez
Charles Humez est un boxeur français né le 18 mai 1927 à Méricourt (Pas-de-Calais), et décédé le 11 novembre 1979 à Bois-Bernard (Pas-de-Calais). Il est inhumé à Fouquières-lès-Lens.

## Biographie
Charles Humez nait en 1927, à Méricourt, en France. Ses parents tiennent une boucherie qui nourrit péniblement la famille de cinq personnes. Les revenus sont modestes puis le commerce doit fermer. En 1933, la famille s'installe à Fouquières-lès-Lens. Charles suit les cours de l'école communale.
Le 19 avril 1941, son père décède, Charles doit quitter l'école pour travailler afin de contribuer à l'existence de la famille. Il est aide-cimentier puis entre aux Houillères du bassin du Nord et du Pas-de-Calais à la fosse 7 de Fouquières.
Selon la légende, il n'envisageait pas une carrière de boxeur et n'est entré dans une salle de boxe de Fouquières-les-Lens qu'entrainé par son frère aîné Désiré en cette même année 1941. Il a quatorze ans.
Après hésitation initiale, il se révèle doué, réceptif aux conseils du professeur Jean-Baptiste Tornu. De plus, il possède des qualités physiques hors norme, il est une force de la nature. Il s'est endurci à la mine où il doit travailler après la mort de son père : il décharge des wagons remplis de terre. Payé à la pièce, 120 francs les dix tonnes, lui décharge cent tonnes par jour en s'étant fabriqué une pelle sur mesure, nettement plus large que le modèle officiel de la compagnie.
Il mène une carrière de boxeur pendant seize ans, de l'âge de 15 ans à 31 ans, en 1958. Au début, il continue de travailler sur le terril, de 7 h du matin jusqu'à 17 h.
Les années de la deuxième guerre mondiale sont difficiles, le ravitaillement manque souvent, on redoute le service du travail obligatoire, son frère désiré, prisonnier évadé doit se présenter deux fois par semaine à la Kommandatur de Lens. Malgré son jeune âge, il est volontaire dans les Forces française de l'Intérieur (FFI), dont il porte la carte en septembre 1944 (il a 17 ans) puis il effectue son service militaire à Lille.
Il se marie à Fouquières en 1945, à l'âge de dix-huit ans. Il entre la même année à la centrale électrique d'Harneset travaille jusqu'à son passage chez les professionnels en 1948.
Après avoir mis fin à sa carrière de boxeur à 32 ans, en 1959, il revient à Hénin-Liétard, dirige une entreprise de transports, reprend un café, et enfin gère trois laveries automatiques
Il s'est pendant un certain temps recyclé dans le catch et s'est exhibé notamment à Tunis.
Il meurt à 52 ans, le 11 novembre 1979, victime d'une commotion cérébrale.

## Carrière de boxeur
Pour ceux qui ont suivi sa carrière, Charles Humez est le meilleur boxeur français de l'après seconde guerre mondiale après Marcel Cerdan. Après Georges Carpentier, son aîné, lui aussi natif du bassin minier du Nord-Pas-de-Calais, « l'enfant chéri d'Hénin-Liétard» va marquer les esprits régionaux par sa carrière exemplaire.

### Style
Charles Humez n'a pas atteint les sommets de popularité des deux boxeurs cités ci-dessus, en raison de sa réserve naturelle, et d'un style de boxe, moins marqué par la beauté des gestes que par le souci de l'efficacité, il boxe sans finesse, sans gestes élégants, il boxe pour asséner des coups et gagner. Il est dur au mal et se montre solide encaisseur. De plus, il ne participe pas à la vie parisienne, et préfère, après ses combats, rejoindre sa région natale pour se ressourcer. Charles Humez n'a pas les éléments qui font les vedettes, c'est un champion.

### Carrière
Pour son premier combat amateur dans la salle des fêtes de Sallaumines, son professeur prend des risques et l'aligne contre un boxeur polonais, dénommé Broche, réputé pour gagner fréquemment par K.O. Humez ne le craint pas, fanfaronne même en annonçant à son adversaire, qui n'a jamais été abattu avant la limite du combat, que ça pourrait lui arriver contre lui...et il le fait en mettant son concurrent à terre au second round et gagne aux points.
Après quelques combats, sur l'insistance de son frère, il se rend dans un club de boxe de plus haut niveau, le boxing-club d'Hénin-Liétard, où le manager est un ancien boxeur Louis Sion qui va lui apprendre la boxe. 
Charles dispute le championnat de Flandres en septembre 1944 en poids welters et le remporte d'assez peu contre un camarade de club, ce qui le qualifie pour le championnat de France
En 1945, Charles Humez obtient son premier titre de champion de France poids welters en amateur. À Chicago, en 1948, à 21 ans, année ou il est champion de France des poids welters pour la quatrième année consécutive, il remporte les « gants d'or (Golden gloves) » : le tournoi amateur prestigieux rassemble les meilleurs boxeurs de la planète. Il est également sélectionné pour les Jeux olympiques d'été de 1948 à Londres.
Après avoir disputé trois cent combats amateurs, il passe professionnel la même année. Il effectue une carrière fulgurante chez les professionnels : champion de France des poids welters en 1950, deux ans plus tard, il devient champion d'Europe de la catégorie l'année suivante. Pressenti pour affronter le Cubain Kid Galvan, titre mondial en jeu, il refuse le combat pour des raisons physiques : il doit faire trop d'efforts pour rester au poids de la catégorie, ce qui l'oblige à des privations et l'amoindrit. Il préfère tenter sa chance en poids moyens. 
L'histoire se répète, il gravit rapidement les échelons et en novembre 1954, il bat pour le titre européen l'Italien Tiberio Mitri. Il ambitionne dès lors de rencontrer plus tard le mythique Sugar Ray Robinson mais ne réussira pas à réaliser son rêve : il va perdre à deux reprises contre des adversaires, faisant partie des étapes à franchir pour affronter le champion hors norme : défaite contre Ralph Tiger Jones puis Gene Fullmer. 
Charles Humez se voit ainsi fermer la possibilité d'être champion du monde, mais s'il perd aux États-Unis, il continue de dominer en Europe : en mars 1958, devant 15 000 personnes au Palais des sports de Paris, il bat aux points Gustav Scholz. Son adversaire du soir est son antithèse : beau, raffiné, bon styliste, capable de punch mais moins bon encaisseur. Celui-ci, qui vient d'être vaincu pour la première fois, demande une revanche. Philippe Filippi qui gère la carrière d'Humez depuis 1953 accepte, persuadé que son protégé, qu'il surnomme « Charlot », va l'emporter. Le boxeur affiche la même confiance « Je vais lui rentrer dedans ». Le combat a lieu au stade olympique de Berlin le 4 octobre 1958, devant 30 000 personnes. Malgré toute sa bravoure, Humez dont renoncer au douzième et dernier round, handicapé par des blessures à la bouche, à l'arcade sourcilière. Cette défaite est la seule avant la limite de toute sa carrière en cent trois combats professionnels.  
L'état de fatigue avancée du champion frappe les esprits, on va jusqu'à lui conseiller de mettre fin à sa carrière, il a 31 ans. Humez déclare d'abord ne pas envisager d'arrêter la boxe parce qu'il en aime trop l'ambiance mais son manager se montre plus réservé : il laisse le choix au boxeur et ne cherche pas à le retenir à tout prix. Humez comprend le message voilé et décide d'arrêter. 
« Le meilleur « poids moyen » français des dix dernières années » annonce sa décision dans une émission diffusée à la télévision « Sports dimanche ». En renonçant à la revanche contre Scholz et aux combats préparatoires, Humez laisse échapper une bourse d'une vingtaine de millions de francs, mais son âge, les efforts exigés pour rester à ce niveau, la nécessité de préparer les combats à Paris loin de sa famille habitant toujours à Hénin-Liétard, la longue carrière et l'usure lui dictent cette décision. 
Il met ainsi fin à une carrière de seize ans, et quatre cents combats, à travers le monde entier. Il a disputé 103 combats professionnels, obtenant 94 victoires dont 47 avant la limite, a été champion d'Europe des poids moyens pendant quatre ans, de 1954 à 1958.
Il avouera plus tard ressentir une certaine frustration : il aurait voulu au moins une fois « boxer pour le titre mondial, même gratis, puis rentrer à Hénin-Liétard, satisfait ».

## Hommages
À Fouquières-les-Lens, le complexe sportif Charles Humez où peuvent être pratiqués plusieurs sports (football, football en salle, judo, basket,, tennis de table) rend hommage au champion.
Le nom du boxeur a été donné à plusieurs installations sportives dans la région Nord-Pas-de-Calais, comme la salle Charles Humez à Billy-Montigny, y compris au delà de la région minière, ainsi la salle de sports Charles Humez à Outreau  ou encore des salles de boxe ou rings, comme le ring Charles Humez à Aniche, 
Des rues Charles Humez peuvent être retrouvées à Hénin-Beaumont son fief mais pas uniquement, exemple : La Chapelle-D'Armentières.
Charles Humez, sa fierté et son courage, ont suffisamment marqué les esprits pour que plusieurs livres, romans ou témoignages, jusqu'à récemment, évoquent explicitement son nom,,, jusqu'à Frédéric Dard, qui cite son nom dans un de ses San Antonio. 